# ロバート・ブランダム
ロバート・ボイス・ブランダム（Robert Boyce Brandom, 1950年3月13日 - ）は、アメリカ合衆国の哲学者である。現在、ピッツバーグ大学で教鞭をとっている。主に取り組んでいるテーマは言語哲学、心の哲学、論理学の哲学であり、これらの領域に対して体系的かつ歴史的な関心をもっている。ブランダムはイェール大学で学士号を取得したのち、プリンストン大学にてリチャード・ローティとデイヴィド・ルイスの指導のもと博士号を取得した。
ブランダムはアメリカで発展したプラグマティズムの伝統を引き継ぐ哲学者のひとりとして知られている。

## 哲学
ブランダムの著作に影響をもたらした人物としては、ウィルフリッド・セラーズ、リチャード・ローティ、マイケル・ダメット、そしてピッツバーグ大学での同僚であるジョン・マクダウェルが挙げられる。また、イマヌエル・カント、G.W.F.ヘーゲル、ゴットロープ・フレーゲ、ルートヴィヒ・ウィトゲンシュタインといった人物たちも重要な着想源である。
ブランダムは意味論における推論主義の研究でよく知られている。言語表現の意味は、それが推論においてどのように振る舞うかによって定まる、という主張をしている。このプロジェクトは1994年に出版された『明示化（Making It Explicit）』において展開されており、2000年に刊行された『理由の分節化─推論主義序説（Articulating Reasons: An Introduction to Inferentialism）』において彼の議論の簡潔なまとめがなされている。
ブランダムが行った哲学史研究の成果もまた、論文集としてまとめられている。『大いなる死者たちの物語（Tales of the Mighty Dead）』（2002年）は、（ブランダムの言葉で言えば）「志向性の哲学」とでも言えるテーマに関する批判的な哲学史研究である。リチャード・ローティの哲学に関する論文を集めた『ローティとその批判者たち（Rorty and His Critics）』（2000年）の編者も務めた。2006年にはオックスフォード大学にてジョン・ロック講義を行い、『言うことと為すこととのあいだで─分析的プラグマティズムに向けて（Between Saying and Doing: Towards an Analytic Pragmatism）』（2008年）という題名でオックスフォード大学出版会から刊行された。
近著に『信頼の精神─ヘーゲル『精神現象学』を読む（A Spirit of Trust: A Reading of Hegel's Phenomenology）』（2019年）がある。

## 著作
- A Spirit of Trust: A Reading of Hegel's Phenomenology, Harvard University Press 2019, 856 pp.
- From Empiricism to Expressivism: Brandom Reads Sellars, Harvard University Press 2015, 304 pp.
- Perspectives on Pragmatism: Classical, Recent, & Contemporary, Harvard University Press, 2011, 222 pp.
  - 加藤隆文；田中凌；朱喜哲；三木那由他訳『プラグマティズムはどこから来て、どこへ行くのか』上下巻、勁草書房、2020年
- Reason in Philosophy: Animating Ideas, Harvard University Belknap Press, 2009, 248 pp.
- Between Saying and Doing: Towards an Analytic Pragmatism, Oxford University Press, 2008, 240 pp.
- In the Space of Reasons: Selected Essays of Wilfrid Sellars, edited with an introduction by Kevin Scharp and Robert Brandom. Harvard University Press, 2007, 528 pp.
- Tales of the Mighty Dead: Historical Essays in the Metaphysics of Intentionality, Harvard University Press, 2002, 430 pp.
- Articulating Reasons: An Introduction to Inferentialism, Harvard University Press, 2000 (paperback 2001), 230 pp.
丹治信春監修、斎藤浩文訳『推論主義序説』春秋社、2016年
- Rorty and His Critics, edited, with an introduction (includes "Vocabularies of Pragmatism") by Robert Brandom. Original essays by: Rorty, Habermas, Davidson, Putnam, Dennett, McDowell, Bouveresse, Brandom, Williams, Allen, Bilgrami, Conant, and Ramberg. Blackwell's Publishers, Oxford, July 2000
- Empiricism and the Philosophy of Mind, by Wilfrid Sellars, Robert B. Brandom (ed.) Harvard University Press, 1997. With an introduction by Richard Rorty and Study Guide by Robert Brandom
ウィルフリド・セラーズ著、浜野研三訳『経験論と心の哲学』岩波書店、2006年
- Making It Explicit: Reasoning, Representing, and Discursive Commitment, Harvard University Press (Cambridge) 1994. 741 pp.
- The Logic of Inconsistency, with Nicholas Rescher. Basil Blackwell, Oxford 1980, 174 pp.

## 二次文献
- Bernd Prien and David P. Schweikard (eds.), Robert Brandom: Analytic Pragmatist, Ontos, 2008, 194 pp.
- Jeremy Wanderer, Robert Brandom, Acumen Publishing (UK); McGill-Queens University Press (US), 2008, 256 pp.
- Bernhard Weiss and Jeremy Wanderer (eds.), Reading Brandom: On Making It Explicit, Routledge 2010, 371 pp. [Collection of essays—including contributions by Gibbard, Dennett, Taylor, McDowell, Dummett, Fodor & Lepore and Wright—with Brandom's responses]